# Geta (guốc)

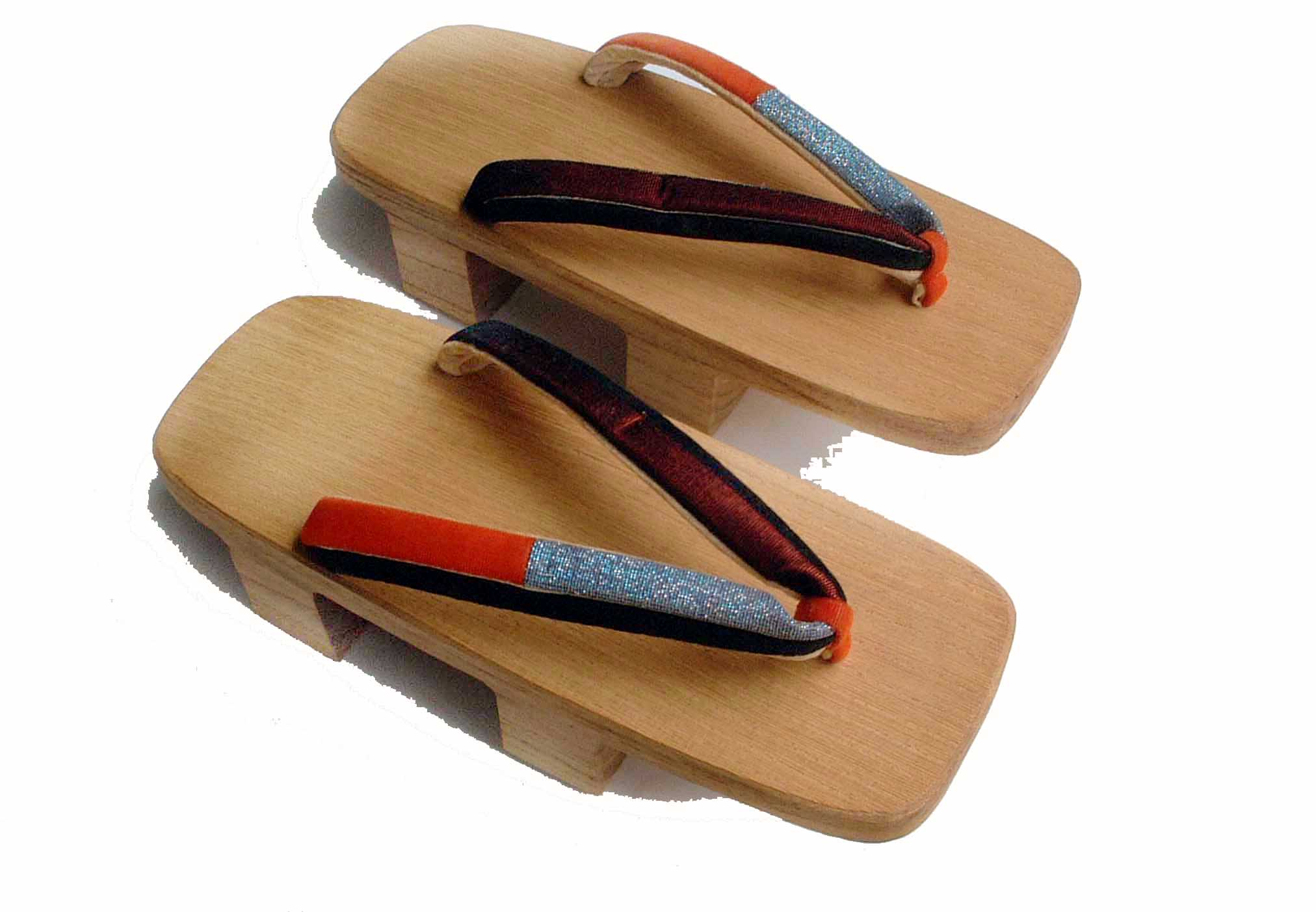
Một đôi geta

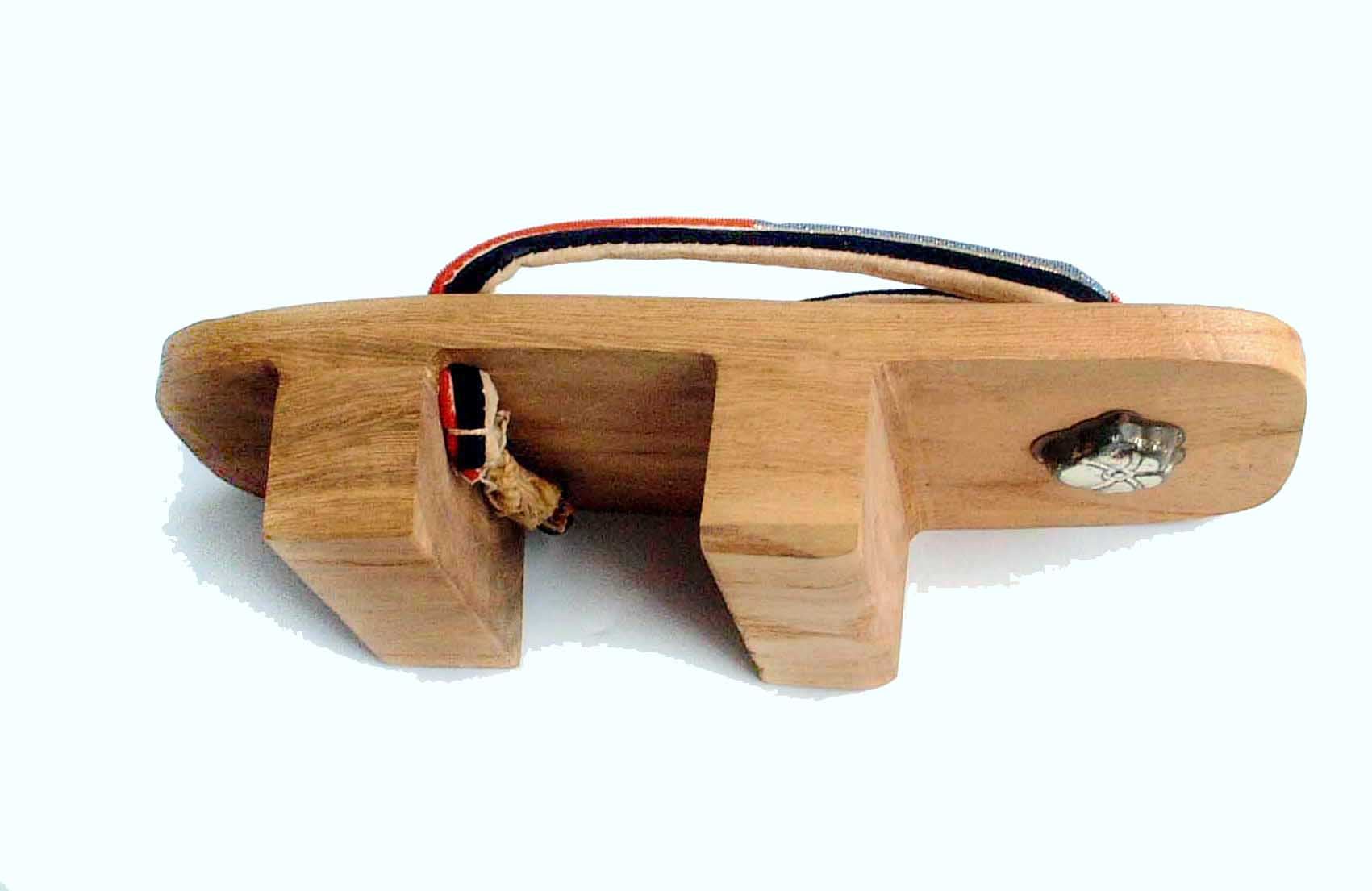
Phần dưới của một đôi geta

Geta (下駄 (Hạ Đà)) là một dạng guốc gỗ truyền thống của Nhật Bản, tương tự như loại dép xỏ ngón nhưng có đế cao hơn. Geta được dùng đồng bộ với trang phục truyền thống của Nhật Bản như kimono hay yukata, hoặc với trang phục thường trong những tháng hè. Đôi khi, geta được mang khi trời mưa hoặc tuyết để giữ bàn chân khô, do chiều cao và độ chống thấm so với loại dép thông dụng khác zōri. Khi đi geta, tạo nên một tiếng động đặc trưng. Tuy nhiên, có bất lợi là khi đi trên vùng đất ướt hoặc bụi bẩn thì chúng sẽ hất những bụi bẩn hoặc nước lên mặt sau của chân. Điều này không có xảy ra nếu dùng geta loại nặng hơn.